# Dmytro Jakuszyn
Dmytro Wiktorowycz Jakuszyn, ukr. Дмитро Вікторович Якушин (ur. 21 stycznia 1978 w Charkowie) – ukraiński hokeista, reprezentant Ukrainy. Trener hokejowy.

## Kariera zawodnicza
- Pembroke Lumber Kings (1995-1996)
- Edmonton Ice (1996-1998)
- Regina Pats (1998)
- St. John’s Maple Leafs (1998-2001)
  -  Toronto Maple Leafs (1999)
- Sokił Kijów (2001-2002)
- Donbas Donieck (2001-2002)
- St. John’s Maple Leafs (2002-2003)
- AaB Ishockey (2003-2004)
- Łokomotiw Jarosław 2 (2003-2004)
- HK Mohylew (2004-2005)
- AaB Ishockey (2005-2006)
- HK Nioman Grodno (2006-2007)
- HK Kieramin Mińsk (2007-2008)
- Sokił Kijów (2008-2009)
- HK Homel (2009-2010)
- HK Budiwelnyk Kijów (2010)
- Mietałłurg Żłobin (2010-2011)
- Dynamo Charków (2013)

Wychowanek klubu Drużba-78 Charków. Karierę rozwijał w Kanadzie. Od 1995 przez rok występował w rozgrywkach CJHL, po czym w drafcie NHL z 1996 został wybrany przez Toronto Maple Leafs. W tym samym roku został wybrany w drafcie do kanadyjskich rozgrywek juniorskich CHL przez Edmonton Ice z numerem 3 i w barwach tego zespołu od 1996 do 1998 grał w lidze WHL. Od 1998 przez trzy lata grał w zespole farmerskim, St. John’s Maple Leafs w amerykańskiej lidze AHL. W tym czasie, w sezonie 1999/2000 zaliczył swoje jedyne dwa mecze w rozgrywkach NHL w barwach Toronto Maple Leafs. W 2001 na rok powrócił na Ukrainę, po czym w sezonie 2002/2003 ponownie występował w St. John’s Maple Leafs. W 2003 powrócił na stałe do Europy. Grał w lidze duńskiej (w drużynie z Aalborga), rosyjskich i przez cztery sezony w drużynach białoruskiej ekstraligi. Pierwotnie przerwał karierę po sezonie 2010/2011. Później, Będąc już trenerem Dynama Charków, w sezonie nowych ukraińskich rozgrywek PHL 2012/2013, wystąpił w dwóch meczach w fazie play-off.
Uczestniczył w turniejach mistrzostw świata 2000 (Grupa A), 2008, 2009 (Dywizja I).

## Kariera trenerska
- Charkiwśki Akuły (2011-2012), główny trener
- Dynamo Charków (2012-2013), główny trener
- HK Brześć (2014-2015), główny trener

Po zakończeniu kariery został trenerem. W premierowym sezonie 2011/2012 rozgrywek Profesionalna Chokejna Liha był trenerem zespołu Charkiwśki Akuły Charków (został zwolniony w trakcie edycji). W sezonie 2012/2013 pełnił funkcję szkoleniowca Dynama Charków (do marca 2013). Od grudnia 2014 do stycznia 2015 był trenerem białoruskiego klubu z Brześcia.

## Sukcesy
Klubowe
- Srebrny medal mistrzostw Ukrainy: 2002 z Sokiłem Kijów
- Srebrny medal mistrzostw Danii: 2004, 2006 z AaB Ishockey
- Brązowy medal mistrzostw Białorusi: 2005 z HK Mohylew, 2010 z HK Homel, 2011 z Mietałłurgiem Żłobin
- Złoty medal mistrzostw Białorusi: 2008 z Kieraminem Mińsk
- Puchar Białorusi: 2008 z Kieraminem Mińsk
- Złoty medal mistrzostw Ukrainy: 2009 z Sokiłem Kijów